# Produlești (gmina)
Produlești – gmina w południowej Rumunii, administracyjnie należąca do okręgu Dymbowica.
W skład gminy wchodzą 3 miejscowości: Broșteni, Costeștii din Deal i Produlești. Według stanu na rok 2011 liczyła 3427 mieszkańców, zaś w roku 2021 jej liczebność wynosiła 3516 mieszkańców.